# Lijst van personen overleden in september 2020
Dit is een lijst van bekende personen die zijn overleden in september 2020.

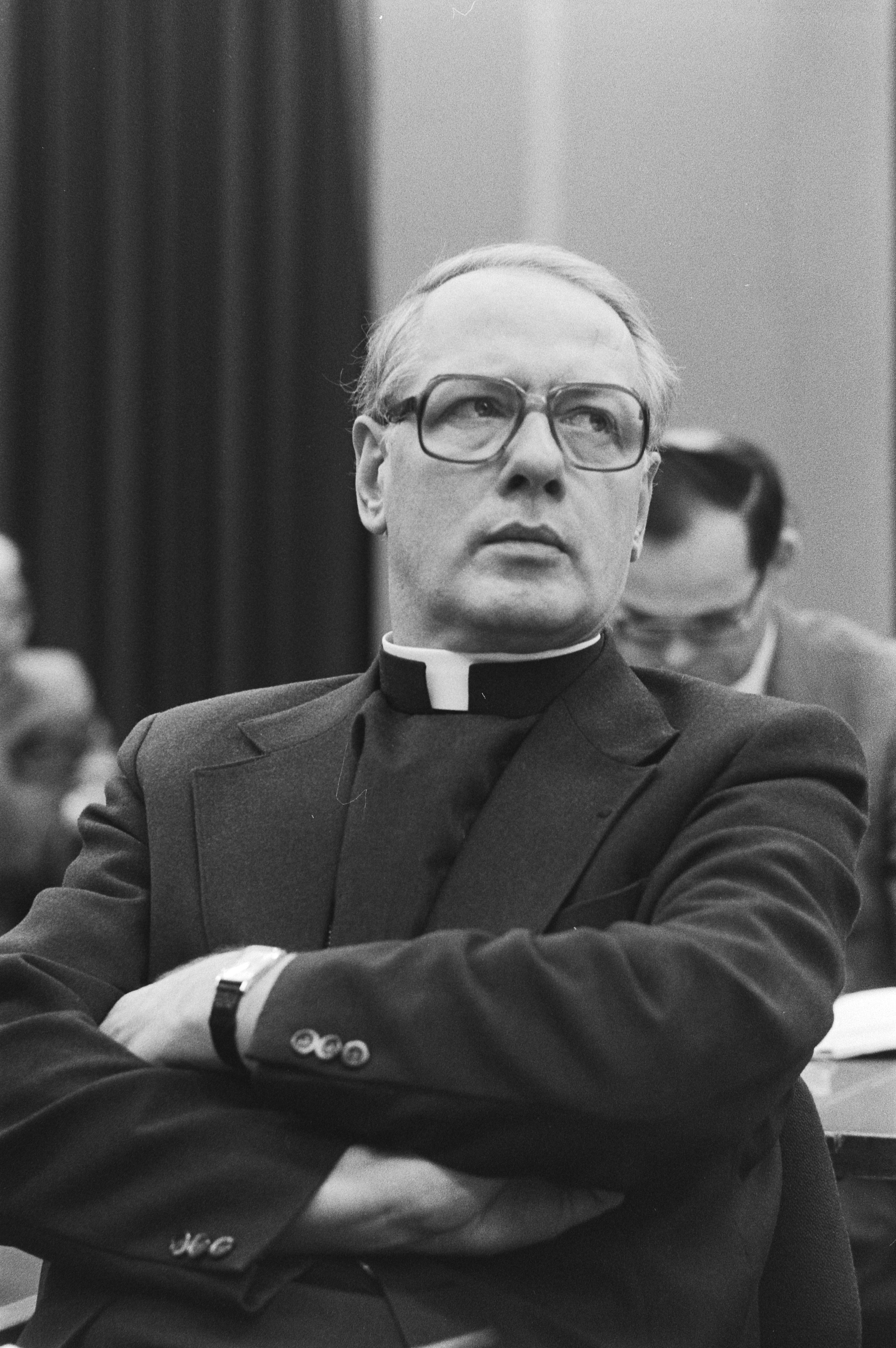
Kardinaal Simonis
2 september

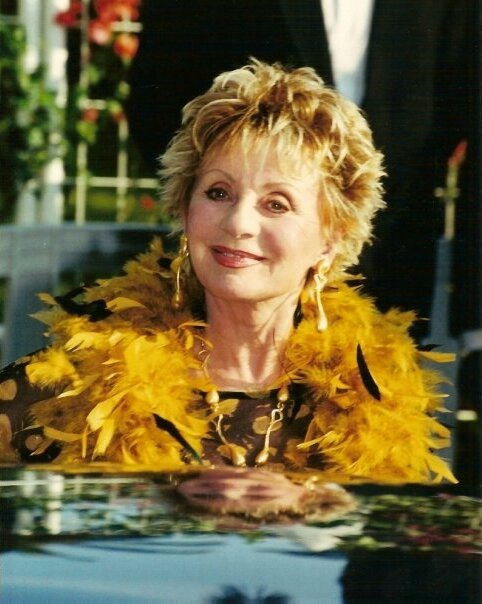
Annie Cordy
4 september

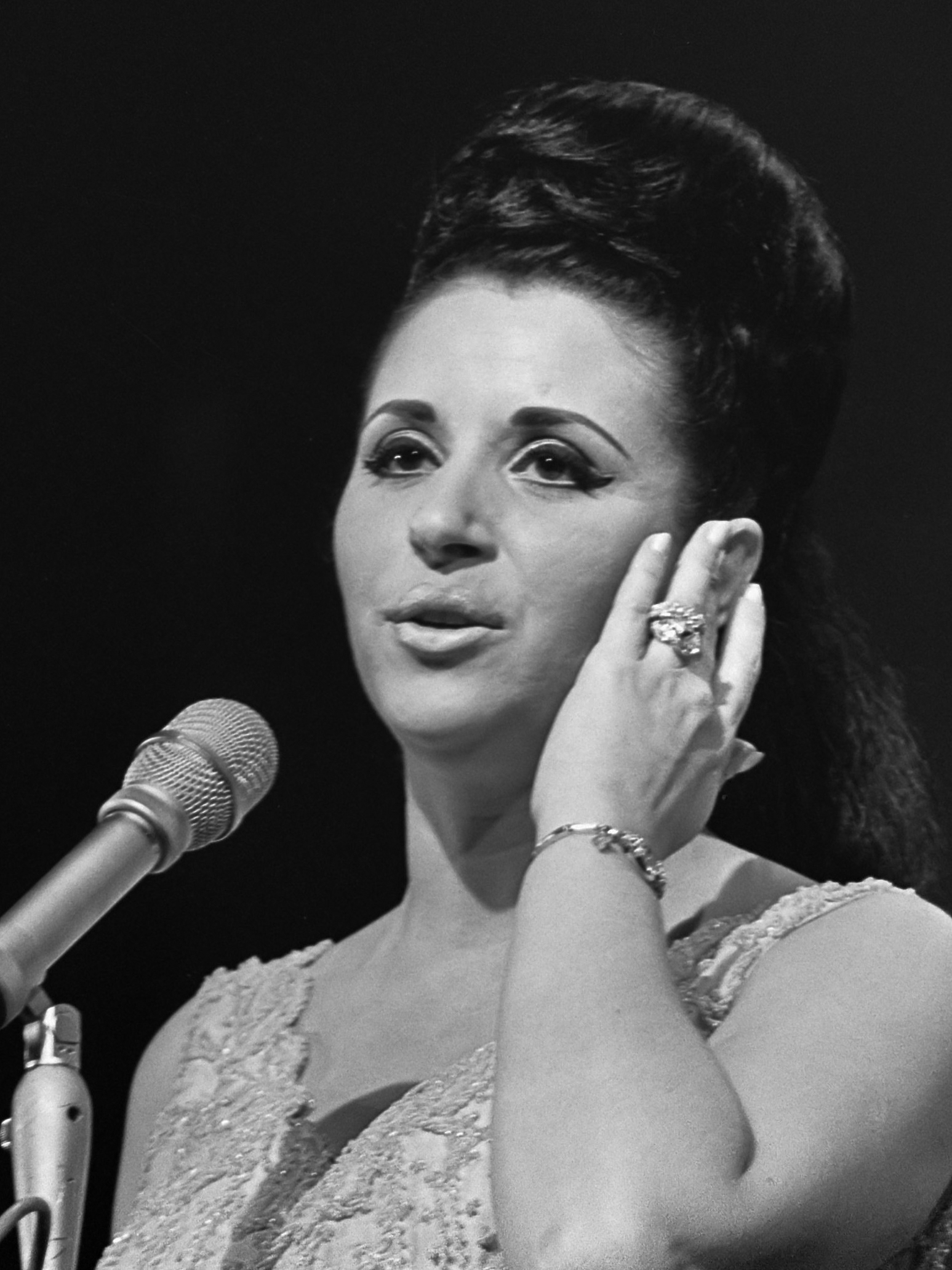
Lucille Starr
4 september

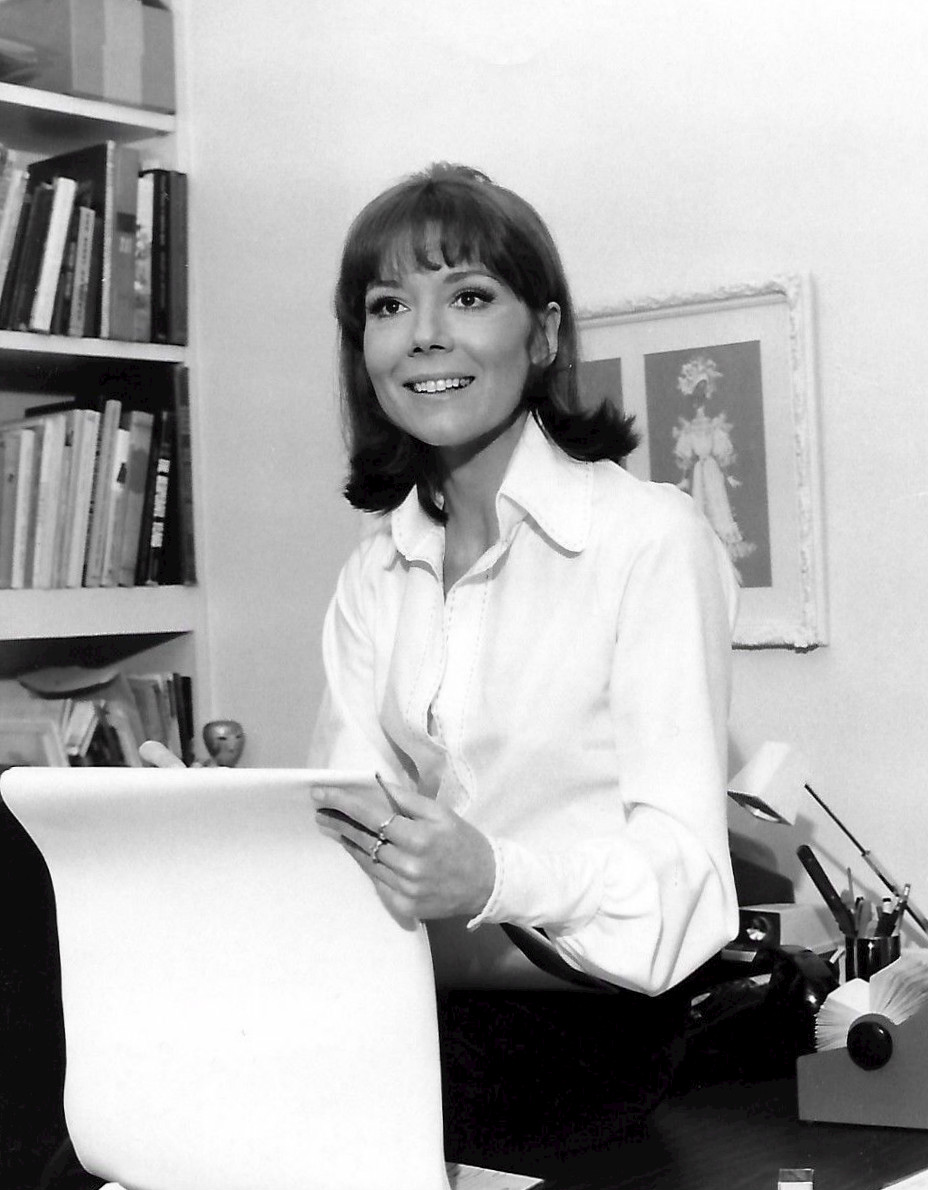
Diana Rigg
10 september

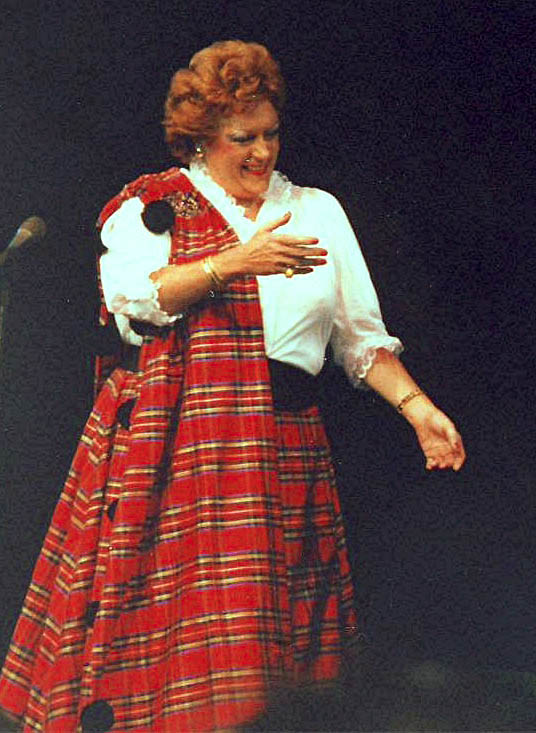
Caroline Kaart
15 september

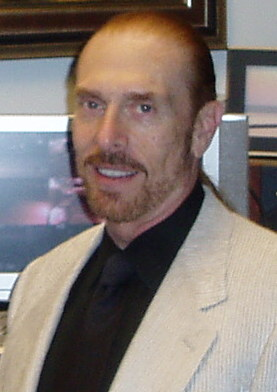
Terry Goodkind
17 september

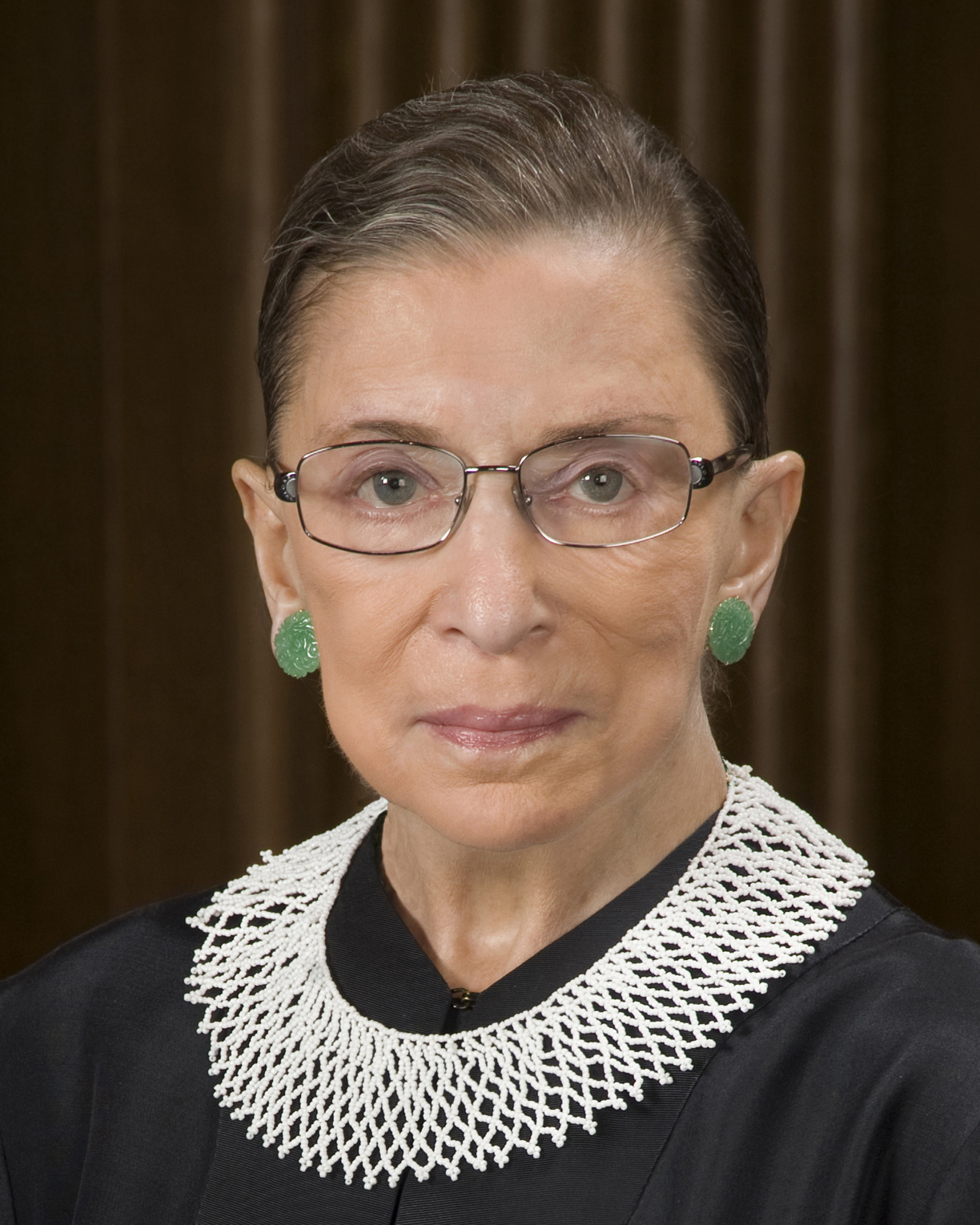
Ruth Bader Ginsburg
18 september

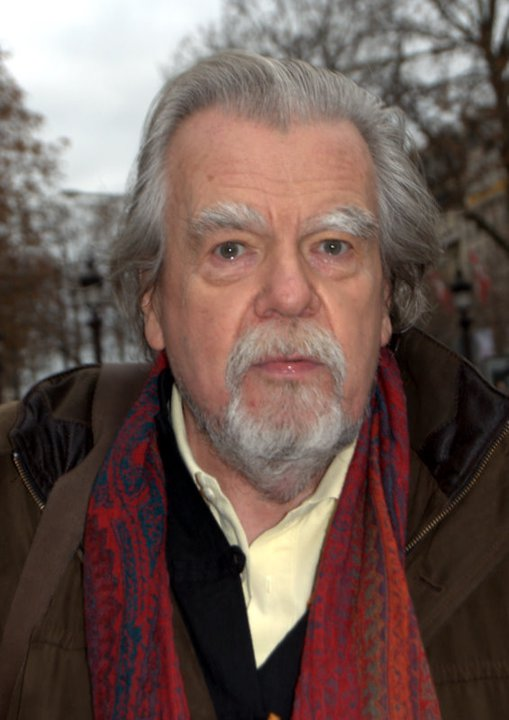
Michael Lonsdale
21 september

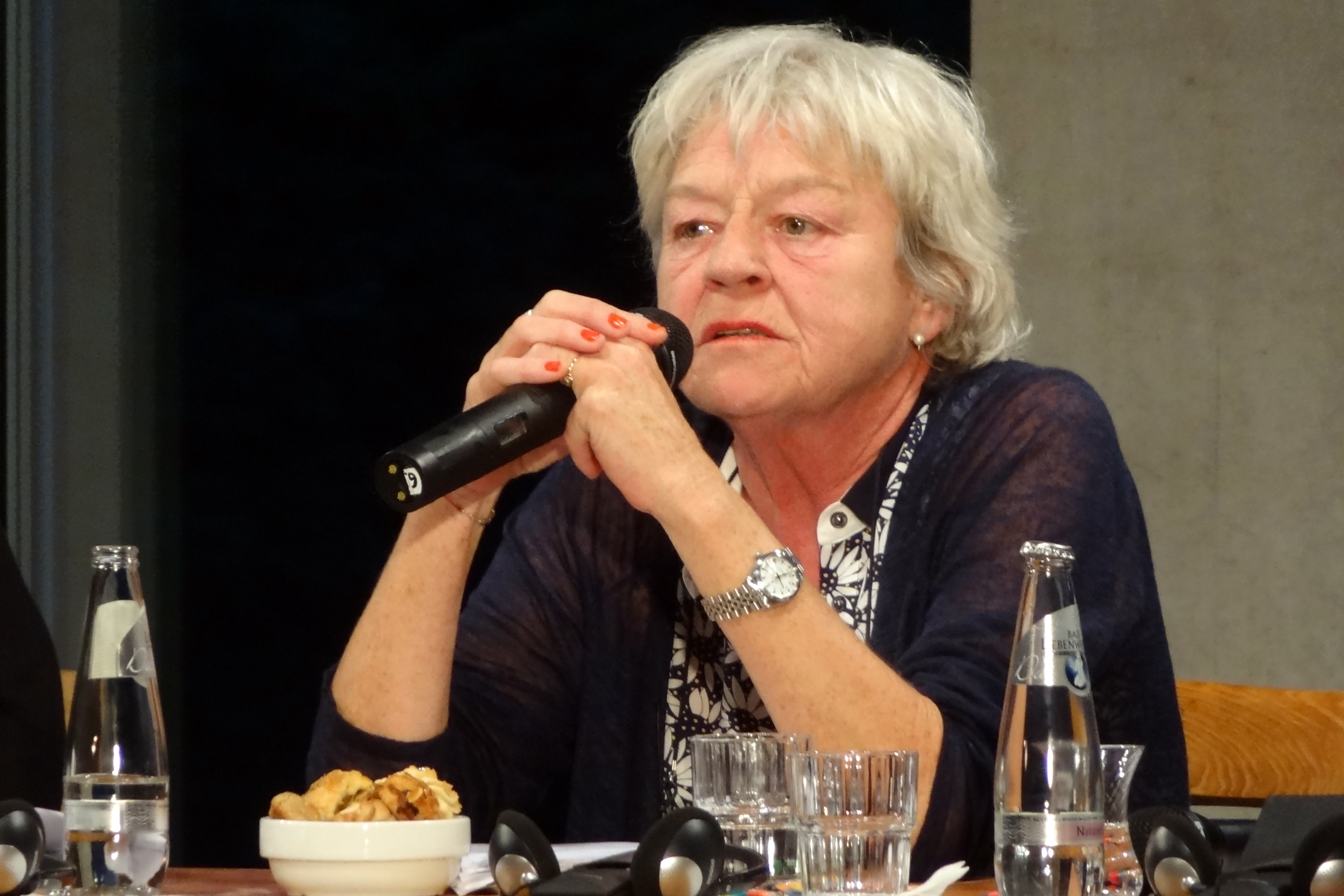
Frie Leysen
22 september

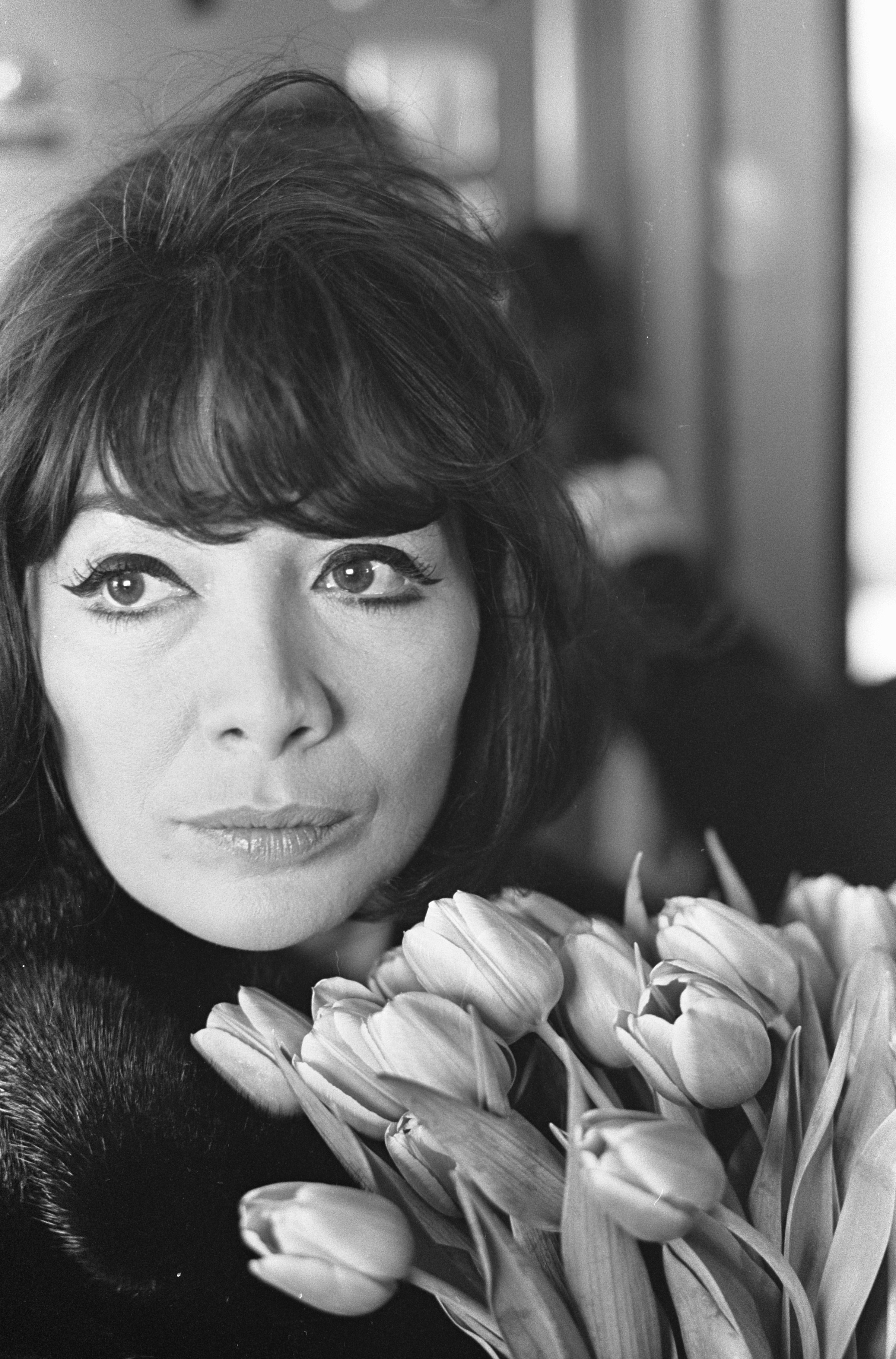
Juliette Gréco
23 september

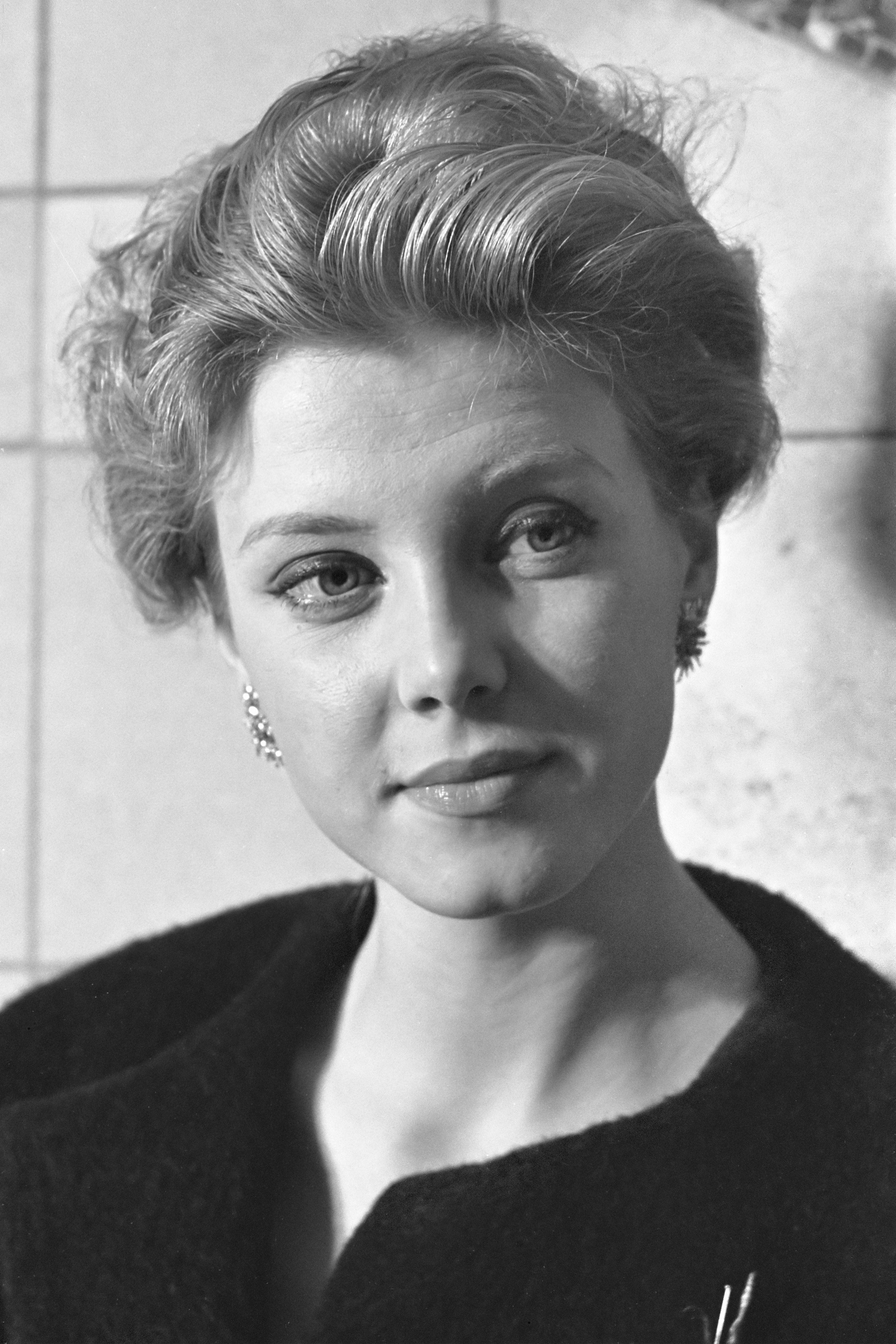
Corine Rottschäfer
24 september

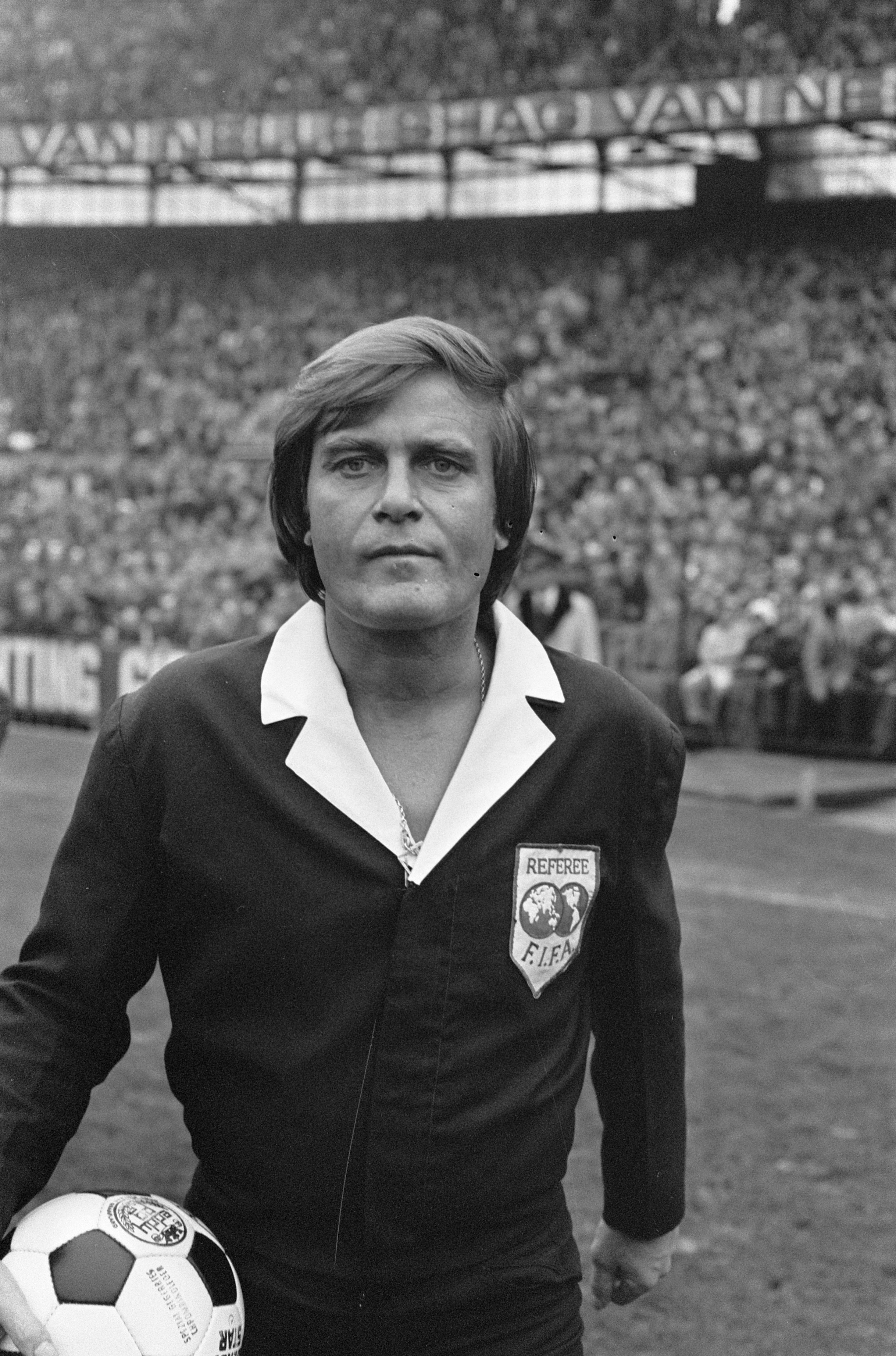
Frans Derks
25 september

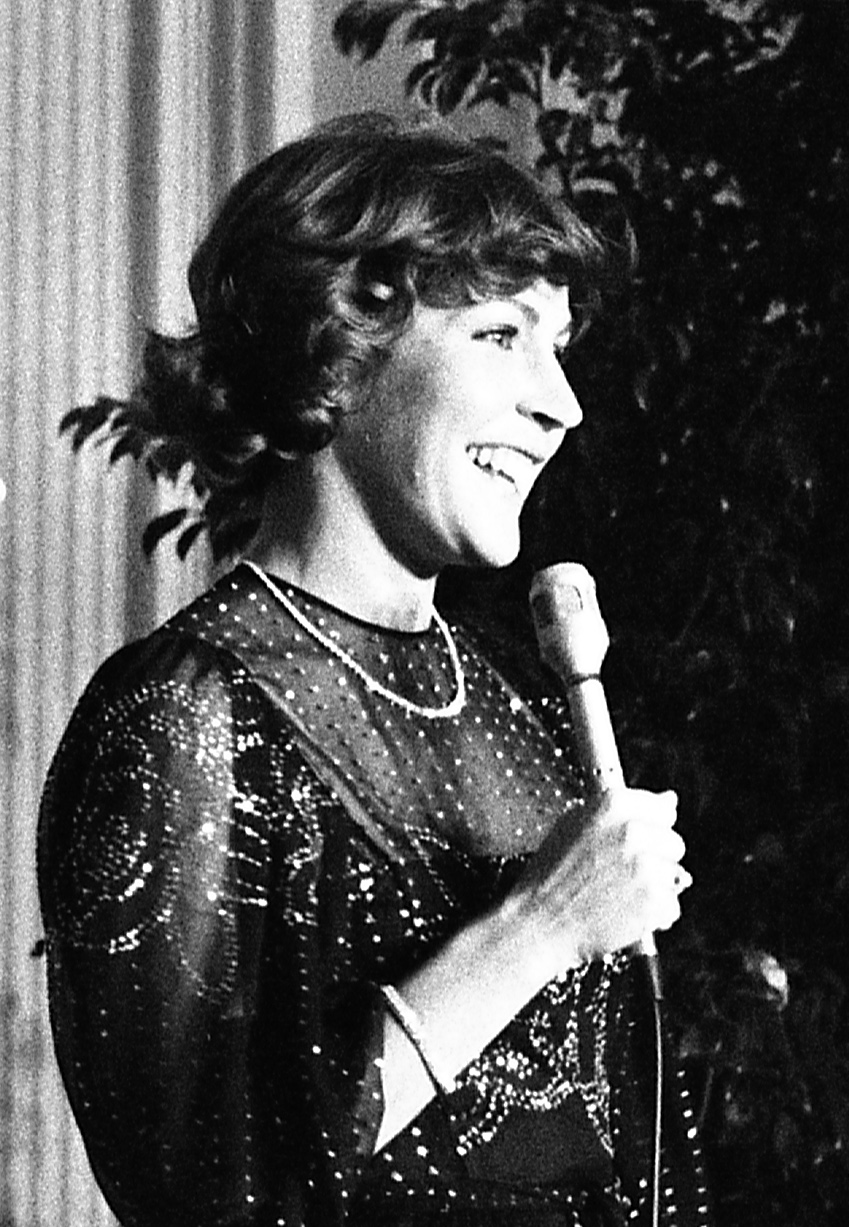
Helen Reddy
29 september

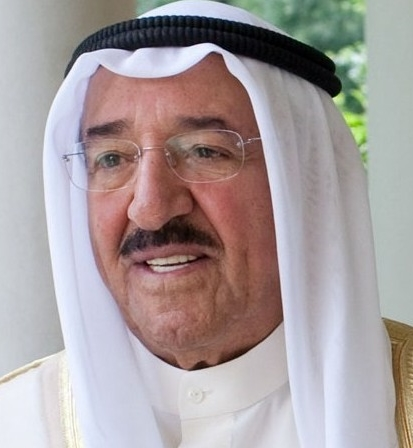
Sabah Al-Ahmad Al-Jaber Al-Sabah
29 september

| 1 | 2 | 3 | 4 | 5 | 6 | 7 | 8 | 9 | 10 | 11 | 12 | 13 | 14 | 15 | 16 | 17 | 18 | 19 | 20 | 21 | 22 | 23 | 24 | 25 | 26 | 27 | 28 | 29 | 30 |
| - | - | - | - | - | - | - | - | - | -- | -- | -- | -- | -- | -- | -- | -- | -- | -- | -- | -- | -- | -- | -- | -- | -- | -- | -- | -- | -- |

### 1 september
- Erick Morillo (49), Colombiaans-Amerikaans diskjockey en producer[1]

### 2 september
- Anne Brasz-Later (114), oudste inwoner van Nederland[2]
- Kaing Guek Eav (77), Cambodjaans gevangenisdirecteur en oorlogsmisdadiger[3]
- David Graeber (59), Amerikaans antropoloog en anarchistisch activist[4]
- Adrianus Simonis (88), Nederlands kardinaal en aartsbisschop[5]

### 3 september
- Birol Ünel (59), Duits acteur[6]

### 4 september
- Luk Bral (71), Belgisch zanger, kunstschilder en kleinkunstenaar[7]
- Annie Cordy (92), Belgisch zangeres en actrice[8]
- Gary Peacock (85), Amerikaans jazzmusicus[9]
- Lucille Starr (82), Canadees zangeres en songwriter[10]
- Freke Vuijst (68), Nederlands journaliste[11]
- Hugo van Woerden (94), Nederlands sterrenkundige[12]

### 5 september
- Marian Jaworski (94), Pools kardinaal en aartsbisschop[13]
- Jiří Menzel (82), Tsjechisch regisseur en acteur[14]

### 6 september
- Lou Brock (81), Amerikaans honkballer[15]
- Achmat Dangor (71), Zuid-Afrikaans dichter, toneel- en romanschrijver[16]
- Kevin Dobson (77), Amerikaans film- en televisieacteur[17]
- Vaughan Jones (67), Nieuw-Zeelands wiskundige[18]
- Mike Sexton (72), Amerikaans pokerspeler en commentator[19]
- Bruce Williamson (49), Amerikaans soulzanger[20]

### 7 september
- Willem Hoogeveen (73), Nederlands beeldend kunstenaar[21]

### 8 september
- Joseph Chennoth (76), Indiaas bisschop[22]
- Ronald Harwood (85), Brits (toneel- en scenario)schrijver[23]
- Alfred Riedl (70), Oostenrijks voetballer en voetbaltrainer[24]

### 9 september
- Ronald Bell (68), Amerikaans componist en zanger[25]
- George Bizos (92), Zuid-Afrikaans mensenrechtenadvocaat[26]
- Patrick Davin (58), Belgisch dirigent[27]
- Arnulfo Fuentebella (74), Filipijns politicus[28]
- Shere Hite (77), Duits seksvoorlichtster en feministe[29]
- Stevie Lee (54), Amerikaans acteur en worstelaar[30]
- Amos Luzzatto (92), Italiaans essayist[31]

### 10 september
- Diana Rigg (82), Brits actrice[32]
- Leen van der Waal (91), Nederlands politicus[33]

### 11 september
- Roger Carel (93), Frans stemacteur en acteur[34]
- Toots Hibbert (77), Jamaicaans zanger[35]
- Reggie Johnson (79), Amerikaans jazzcontrabassist[36]

### 12 september
- Navid Afkari (27), Iraans worstelaar[37]
- Terence Conran (88), Brits ontwerper en restaurateur[38]
- Denise De Weerdt (92), Belgisch actrice[39]
- Jack Roland Murphy (83), Amerikaans surfer en crimineel[40]
- Sepp Neumayr (88), Oostenrijks componist, dirigent en muziekuitgever[41]
- Fernando Suárez Paz (79), Argentijns violist[42]
- Edna Wright (76), Amerikaans zangeres[43]

### 13 september
- Mick Paauwe (53), Nederlands bassiste[44]

### 14 september
- Sei Ashina (36), Japans actrice[45]
- Fred Bredschneyder (93), Nederlands journalist en televisieproducer[46]
- Ubiratã Espírito Santo (Bira) (67), Braziliaans voetballer[47]
- Al Kasha (83), Amerikaans componist[48]
- Herman Th. Verstappen (95), Nederlands geomorfoloog[49]
- Truus Wotte-Dam (86), Nederlands gymnaste[50]

### 15 september
- Caroline Kaart (88), Brits-Nederlands operazangeres, presentatrice en zanglerares[51]
- Momčilo Krajišnik (75), Servisch politicus[52]
- Jan Krenz (94), Pools dirigent en componist[53]
- Mykola Sjmatko (77), Oekraïens beeldhouwer en kunstschilder[54]
- Moussa Traoré (83), Malinees militair en politicus[55]

### 16 september
- Roy C (81), Amerikaans soulzanger, songwriter en muziekproducer[56]
- Stanley Crouch (74), Amerikaans jazzdrummer, schrijver en publicist[57]
- Adri Gittenberger-de Groot (75), Nederlands hoogleraar anatomie en embryologie[58]
- Ahmed Ben Salah (94), Tunesisch politicus[59]

### 17 september
- Terry Goodkind (72), Amerikaans schrijver[60]
- Bob Gore (83), Amerikaans uitvinder[61]
- Winston Groom (77), Amerikaans schrijver[62]
- Ruud Hoff (70), Nederlands geschiedkundige en politicoloog[63]
- Reinhard Wippler (89), Duits-Nederlands socioloog[64]

### 18 september
- Georgia Dobbins (78), Amerikaans zangeres[65]
- Ruth Bader Ginsburg (87), Amerikaans juriste[66]
- Pamela Hutchinson (61), Amerikaans zangeres[67]
- Sam MacBratney (77), Noord-Iers schrijver[68]
- John Turner (91), Canadees politicus[69]

### 19 september
- Lee Kerslake (73), Brits drummer[70]
- Ad Oskam (85), Nederlands scheikundige[71]

### 20 september
- Ephrem M'Bom (66), Kameroens voetballer[72]
- Michael Chapman (84), Amerikaans cinematograaf en filmregisseur[73]
- Herman Wiersinga (93), Nederlands predikant en theoloog[74]

### 21 september
- Arthur Ashkin (98), Amerikaans natuurkundige en Nobelprijswinnaar[75]
- Ron Cobb (83), Amerikaans-Australisch cartoonist, kunstenaar, schrijver, filmontwerper en filmregisseur[76]
- Tommy DeVito (92), Amerikaans muzikant en zanger[77]
- Roy Head (79), Amerikaans zanger[78]
- Michael Lonsdale (89), Brits-Frans acteur[79]
- Ang Rita Sherpa (72), Nepalees alpinist[80]
- Ira Sullivan (89), Amerikaans jazzmuzikant[81]

### 22 september
- Michael Gwisdek (78), Duits acteur en regisseur[82]
- Frie Leysen (70), Belgisch festivaldirectrice en curator[83]
- Road Warrior Animal (60), Amerikaans professioneel worstelaar[84]
- Jacques Senard (100), Frans diplomaat[85]
- Agne Simonsson (84), Zweeds voetballer[86]

### 23 september
- W.S. Holland (85), Amerikaans drummer[87]
- Juliette Gréco (93), Frans zangeres en actrice[88]
- Harold Evans (92), Brits-Amerikaans journalist[89]

### 24 september
- Corine Rottschäfer (82), Nederlands Miss World, model en ondernemer[90]
- Hans Salomon (87), Oostenrijks componist en jazzmuzikant[91]
- Wim van der Velde (92/93), Nederlands filmregisseur[92]
- Gerhard Weber (79), Duits modeontwerper en -verkoper[93]

### 25 september
- Frans Derks (89), Nederlands voetbalscheidsrechter[94]
- Meyno Alida Mijnders-van Woerden (98), Nederlands zendelinge en auteur[95]

### 26 september
- Jacques Beurlet (75), Belgisch voetballer[96]
- Jimmy Winston (75), Brits muzikant en acteur[97]

### 27 september
- Jan Broekhuijse (81), Nederlands antropoloog[98]
- Wolfgang Clement (80), Duits politicus[99]
- Jos Hilhorst (86), Nederlands econoom[100]
- Cor Inja (73), Nederlands vakbondseconoom en SER-lid[101]
- Yūko Takeuchi (40), Japans actrice[102]
- Tjalling Waterbolk (96), Nederlands archeoloog[103]

### 28 september
- Frédéric Devreese (91), Belgisch componist en dirigent[104]

### 29 september
- Aster Berkhof (100),  Belgisch schrijver[105]
- Mac Davis (78), Amerikaans zanger-songwriter en acteur[106]
- Bruno Majcherek (84), Nederlands zanger[107]
- Rocco Prestia (69), Amerikaans bassist[108]
- Helen Reddy (78), Australisch zangeres en actrice[109]
- Sabah Al-Ahmad Al-Jaber Al-Sabah (91), emir van Koeweit[110]
- Wálter Machado da Silva (80), Braziliaans voetballer[111]
- Isidora Žebeljan (53), Servisch componiste en dirigente[112]

### 30 september
- Beb Mulder (81), Nederlands beeldhouwer, grafisch ontwerper en schilder[113]
- Joaquín Salvador Lavado (Quino) (88),  Argentijns cartoonist en striptekenaar[114]
- Pien Storm van Leeuwen (75), Nederlands beeldend kunstenares en dichteres[115]
- Mindert Wijnstra (74), Nederlands schrijver en verhalenverteller[116]

### Datum onbekend
- Zlatko Portner (58), Servisch handballer[117]

januari ·
februari ·
maart ·
april ·
mei ·
juni ·
juli ·
augustus ·
september ·
oktober ·
november ·
december
1900 ·
1901 ·
1902 ·
1903 ·
1904 ·
1905 ·
1906 ·
1907 ·
1908 ·
1909 ·
1910 ·
1911 ·
1912 ·
1913 ·
1914 ·
1915 ·
1916 ·
1917 ·
1918 ·
1919 ·
1920 ·
1921 ·
1922 ·
1923 ·
1924 ·
1925 ·
1926 ·
1927 ·
1928 ·
1929 ·
1930 ·
1931 ·
1932 ·
1933 ·
1934 ·
1935 ·
1936 ·
1937 ·
1938 ·
1939 ·
1940 ·
1941 ·
1942 ·
1943 ·
1944 ·
1945 ·
1946 ·
1947 ·
1948 ·
1949 ·
1950 ·
1951 ·
1952 ·
1953 ·
1954 ·
1955 ·
1956 ·
1957 ·
1958 ·
1959 ·
1960 ·
1961 ·
1962 ·
1963 ·
1964 ·
1965 ·
1966 ·
1967 ·
1968 ·
1969 ·
1970 ·
1971 ·
1972 ·
1973 ·
1974 ·
1975 ·
1976 ·
1977 ·
1978 ·
1979 ·
1980 ·
1981 ·
1982 ·
1983 ·
1984 ·
1985 ·
1986 ·
1987 ·
1988 ·
1989 ·
1990 ·
1991 ·
1992 ·
1993 ·
1994 ·
1995 ·
1996 ·
1997 ·
1998 ·
1999 ·
2000 ·
2001 ·
2002 ·
2003 ·
2004 ·
2005 ·
2006 ·
2007 ·
2008 ·
2009 ·
2010 ·
2011 ·
2012 ·
2013 ·
2014 ·
2015 ·
2016 ·
2017 ·
2018 ·
2019 ·
2020 ·
2021 ·
2022 ·
2023 ·
2024 ·
2025